# 長野県道390号小峰稲荷山線
長野県道390号小峰稲荷山線（ながのけんどう390ごう こみねいなりやません）は、長野県長野市信州新町と千曲市を結ぶ一般県道。

## 概要

### 路線データ
- 起点：長野市信州新町牧田中（長野県道12号丸子信州新線交点）
- 終点：千曲市大字稲荷山字境無3848番の8地先[1]（国道18号坂城更埴バイパス・国道403号交点）

## 歴史
2022年（令和4年）4月1日 - 従来一般国道403号であった、千曲市大字桑原 - 大字稲荷山までの区域を追加し、終点を変更。

## 地理

### 通過する自治体
- 長野県
  - 長野市 -  千曲市

### 交差・接続する道路
- 長野県道12号丸子信州新線 - 長野市信州新町牧田中（起点）
- 長野県道395号川口田野口篠ノ井線 - 長野市信更町田沢 ※一部重複
- 国道18号坂城更埴バイパス・国道403号 - 千曲市稲荷山（終点）